# خط نزار

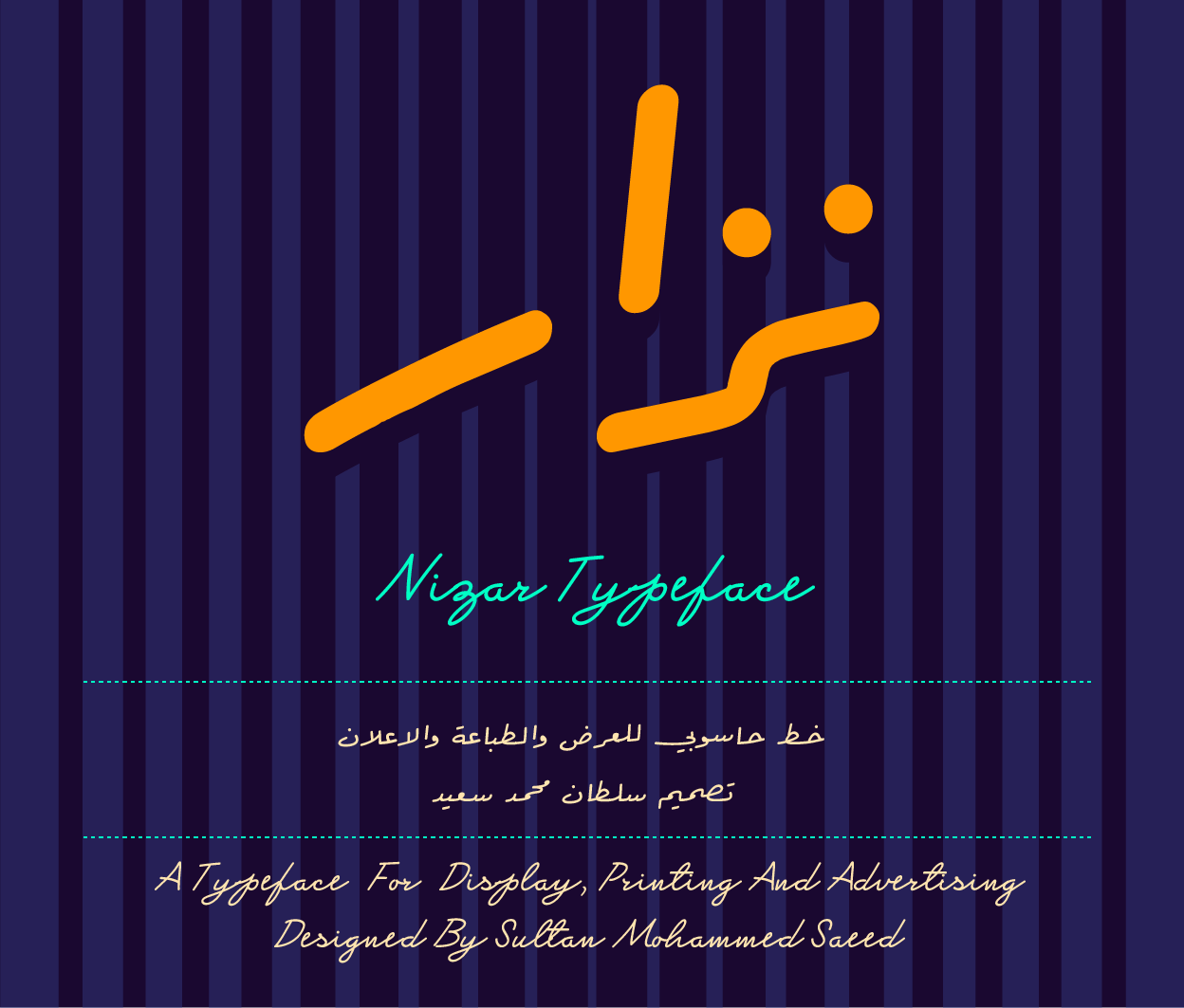

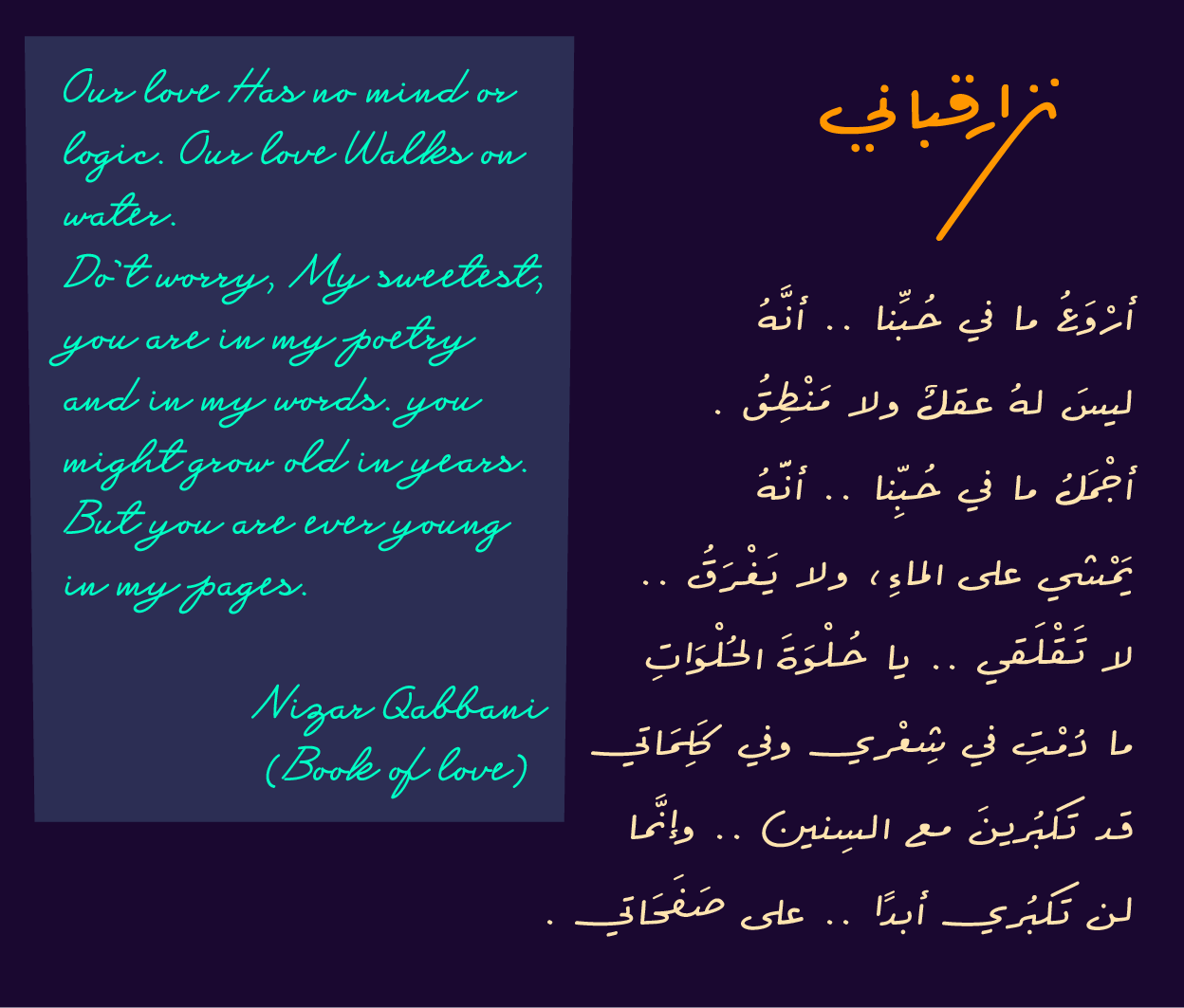

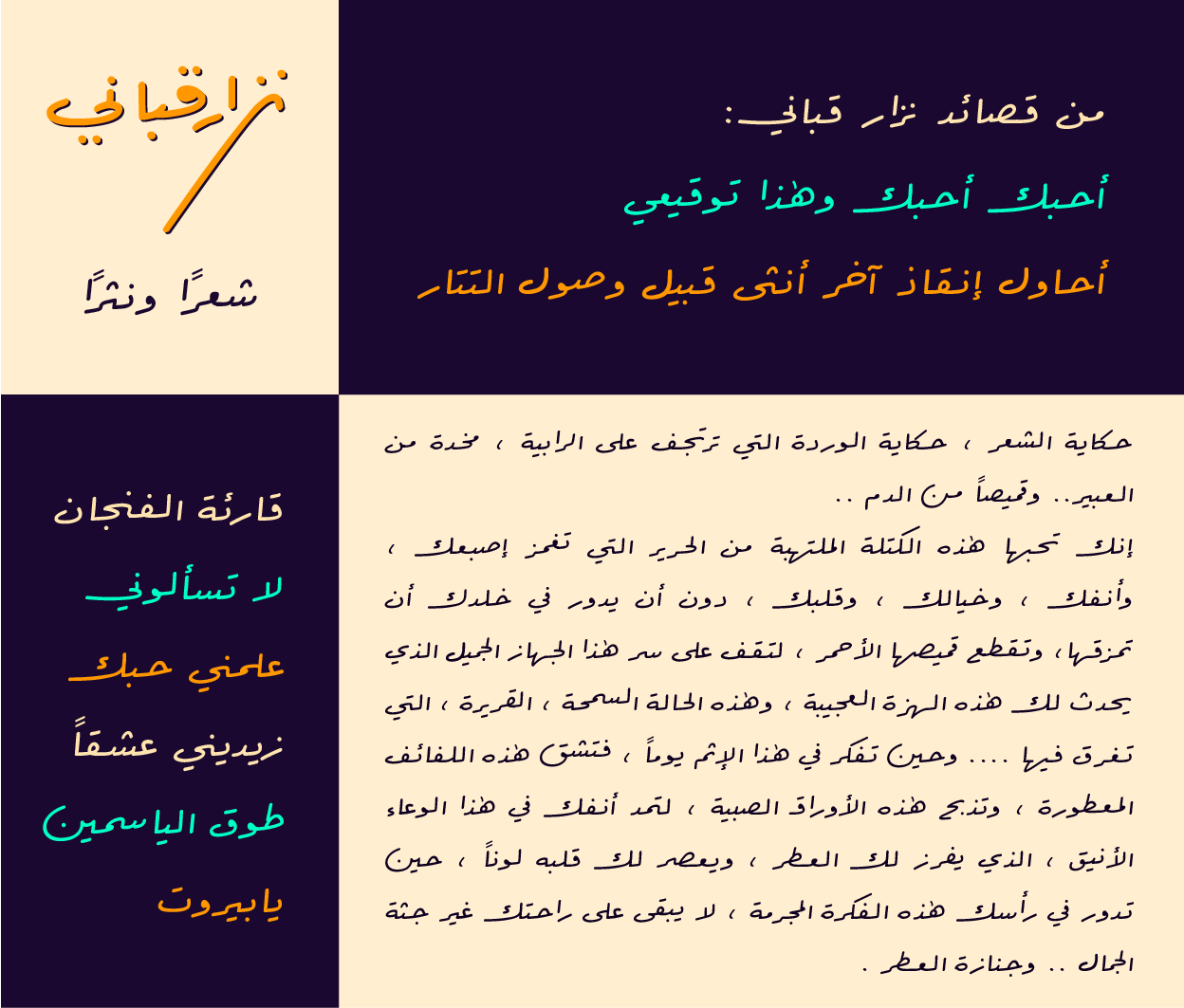

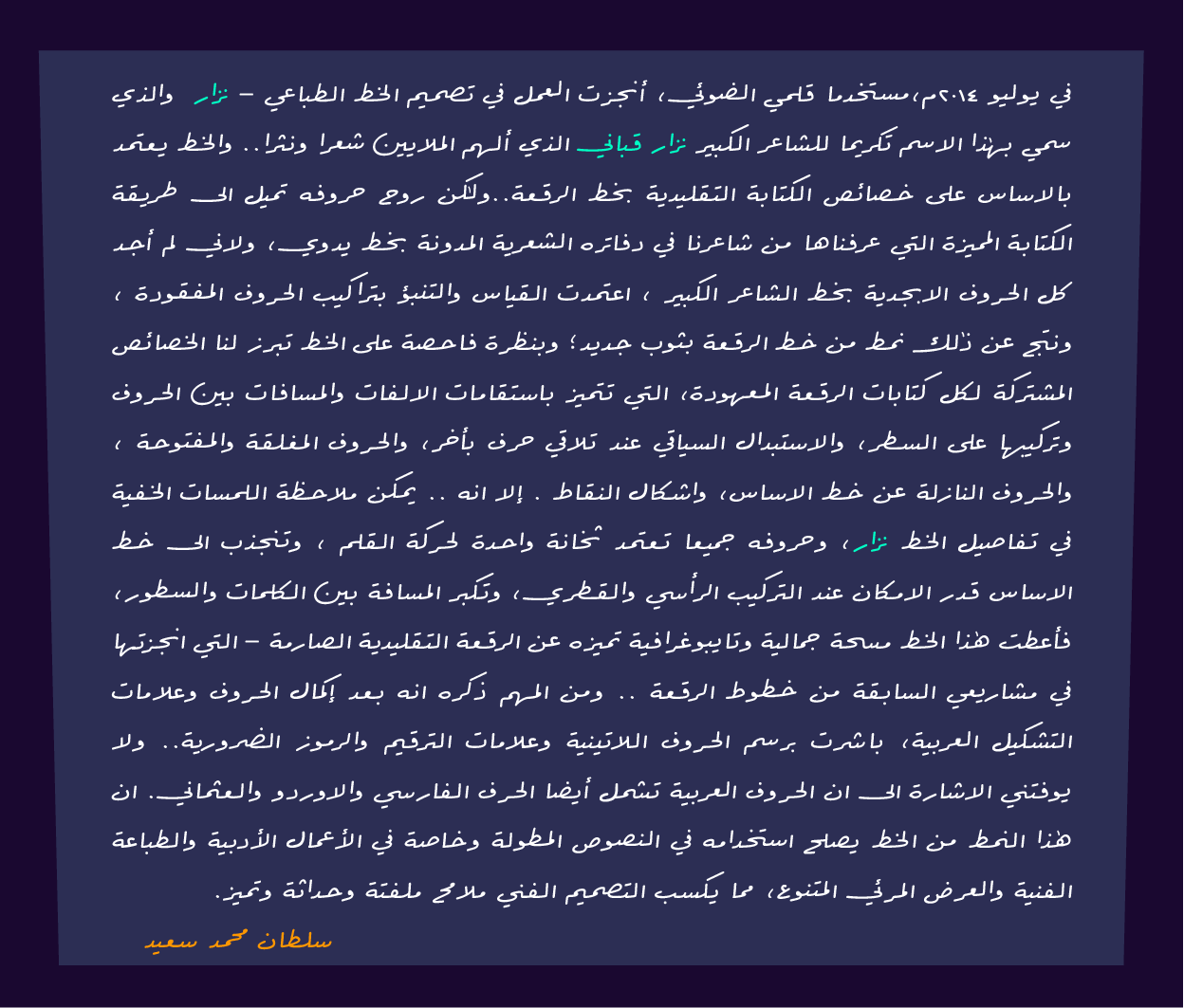

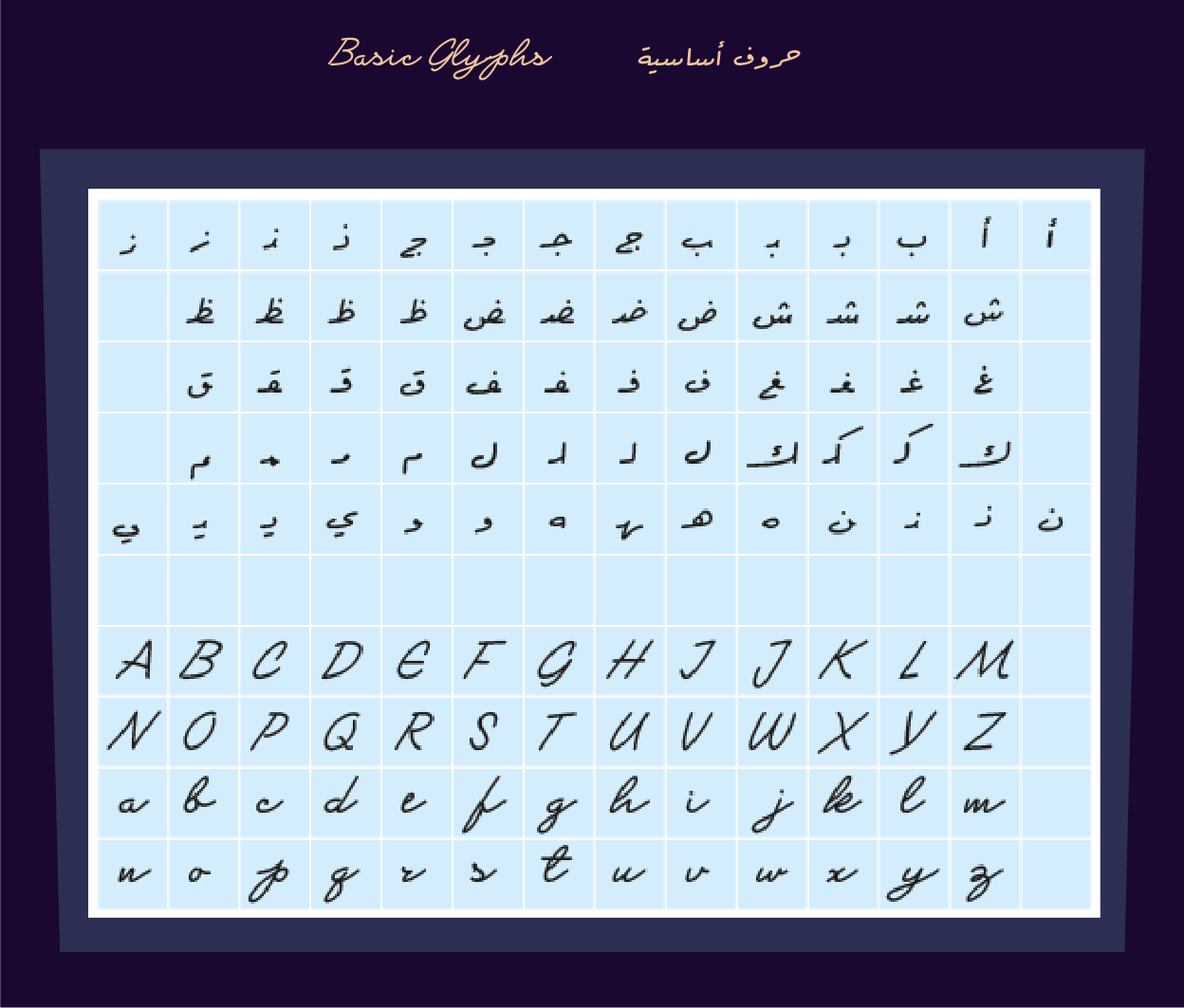

خط نزار هو خط حاسوبي عربي للطباعة، صممه سلطان محمد سعيد في يوليو 2014.

## الوصف
خط نزار  سمي بهذا الاسم تكريما للشاعر نزار قباني الذي ألهم الملايين من خلال قصائده الرائعة. ويعتمد خط بالاساس على خصائص الكتابة التقليدية بخط الرقعة ..ولكن روح حروفه تخضع لطريقة الكتابة المميزة التي اعتمدها نزار قباني في دفاتره الشعرية المدونة بخط يدوي,

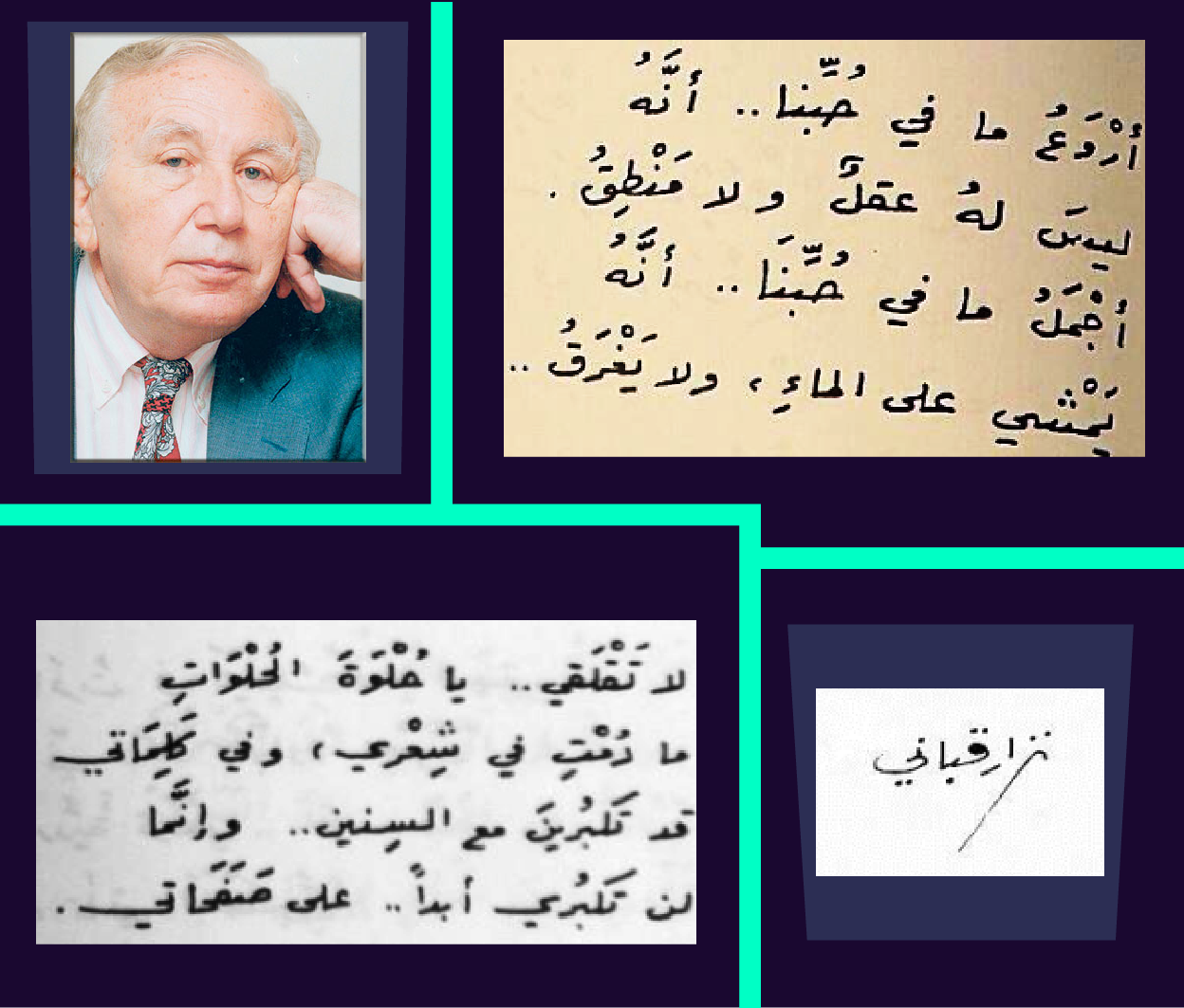

 ولانه لم يجد كل الحروف الابجدية بخط الشاعر الكبير، اعتمد سلطان القياس والتنبؤ بتراكيب الحروف المفقودة، ونتج عن ذلك نمط من خط الرقعة بثوب جديد، وبنظرة فاحصة على الخط تبرز لنا الخصائص المشتركة لكل كتابات الرقعة المعهودة، التي تتميز باستقامات الالفات والمسافات بين الحروف وتركيبها على السطر، والاستبدال السياقي عند تلاقي حرف بأخر، والحروف المغلقة والمفتوحة، والحروف النازلة عن خط الاساس، واشكال النقاط.. إلا انه يمكن ملاحظة اللمسات الخفية في تفاصيل الخط تميزه إلى حد ما، كحروف الكاف والقاف والنون والياء الأكثر اتساعا وانفتاحا، وحروف الخط (نزار - Nizar) جميعها تعتمد ثخانة واحدة لحركة القلم، وتنجذب إلى خط الاساس قدر الإمكان عند التركيب الرأسي والقطري، وتكبر المسافة بين الكلمات والسطور، فأعطت هذا الخط مسحة جمالية وتميز تايبوغرافي عن الكتابة بالرقعة التقليدية الصارمة والتي انجزها الفنان سلطان في مشاريعه السابقة من خطوط الرقعة. ومن المهم ذكره انه بعد انجاز الحروف وعلامات التشكيل العربية، باشر برسم الحروف اللاتينية وعلامات الترقيم والرموز الضرورية. ولا يوفتنا الإشارة إلى ان الحروف العربية تشمل أيضا الحرف الفارسي والاوردو والعثماني.

## الاستخدام
الخط يصلح استخدام خط نزار في النصوص المطولة و خاصة في القصائد الشعرية والطباعة الفنية والعرض المرئي المتنوع، مما يكسب التصميم الفني ملامح ملفتة وحداثة وتميز.